# Franz Ambrosius Reuss
Franz Ambrosius Reuss, také František Ambrož Reuss, Franz Ambros Reuss, Franz Ambrosius Reuß, (3. října 1761 Praha – 9. září 1830 Bílina) byl český lékař, mineralog a geolog.

## Život
Reuss se zpočátku věnoval studiu medicíny v Praze, které ukončil v roce 1782 získáním doktorátu. Protože se však během studií medicíny stále více zajímal o výzkumné oblasti mineralogie a geologie, navštěvoval také přednášky Abrahama Gottloba Wernera (1750-1817) ve Freibergu.
Po jmenování Josefem Františkem Maxmiliánem z Lobkovic lázeňským lékařem v Bílině v severozápadních Čechách prozkoumal ložiska nerostů v této oblasti a prozkoumal jejich geografické rozšíření.
Reuss napsal řadu prací o složení, geologii a využití minerálů z Bíliny, Františkových Lázní, Zaječicích, Lázních Libverda, Teplicích a dalších. Za to a za své poznámky o těžebních aspektech ložisek nerostných surovin byl v roce 1808 poctěn jmenováním císařským báňským radou.

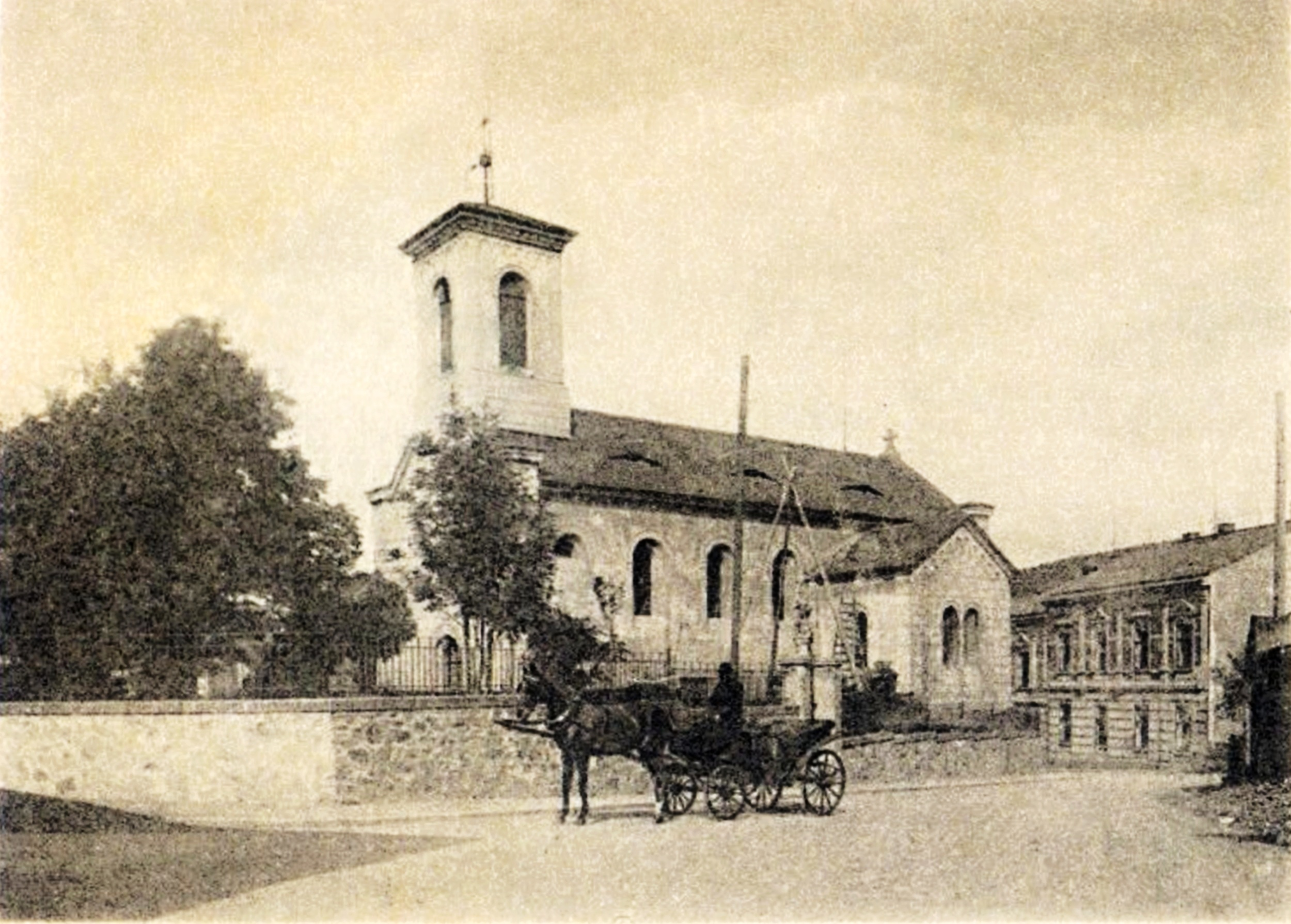
Zaniklý kostel sv. Štěpána v Bílině, na jehož hřbitově byl F. A. Reuss pohřben v roce 1830

Kromě badatelské práce o minerálech v Čechách se Reuss zabýval také historií lékařství a využíváním léčivých vod. V rámci toho popsal mimo jiné nález přírodní Glauberovy soli, která později získala oficiální minerální označení mirabilit.
V roce 1800 byl Reuss zvolen členem korespondentem Göttingenské akademie věd.

## Rodina
Franz Ambrosius Reuss byl ženatý s Katharinou (rozenou Schedlhauerovou). Jejich dcera Karoline byla matkou lékaře, geologa, mineraloga a paleontologa. Carla Ferdinanda Peterse (1825–1881). Jejich syn August Emanuel Reuss (1811–1783) byl také geolog, mineralog a paleontolog, byl otcem Augusta Leopolda von Reusse (1841–1924) oftalmologa.

## Dílo
- 1784: Leopold M. Caldani: Physiologie des menschlichen Körpers. Aus dem Lateinischen übersetzt von F. A. Reuß. Praha 1784
- 1790: Orographie des nordöstlichen Mittelgebirges in Böhmen
- 1791: Das Saidschützer Bitter-Wasser physikalisch, chemisch und medizinisch beschrieben
- 1794–1797: Mineralogische Geographie von Böhmen (2 Bände)
- 1798: Neues mineralogisches Lexikon
- 1801: Mineralogische und bergmännische Bemerkungen über Böhmen
- 1801: Naturgeschichte des Biliner Sauerbrunnens in Böhmen
- 1801–1806: Lehrbuch der Mineralogie (3 Bände) Dostupné online
- 1808: Die Mineralquellen zu Bilin
- 1813: Das Marienbad bei Auschowitz auf der Herrschaft Tepl: physikalisch-, chemisch- und medizinisch geprüft und dargestellt
- 1823: Taschenbuch für die Badegäste von Tepliz Dostupné online
- 1827: Das Saidschitzer Bitterwasser: Chemisch untersucht von Professor Josef Johann Steinmann, historisch, geognostisch und heilkundig dargestellt von Franz Ambros Reuß